# Krismenn
Krismenn, né Christophe Le Menn le 14 mars 1981, est un auteur-compositeur-interprète et comédien breton. Il rappe et chante en langue bretonne. Il associe le chant à danser appelé kan ha diskan au human beatbox. En décembre 2021 il devient directeur artistique de Kreiz Breizh Akademi.

## Biographie

### Apprentissages

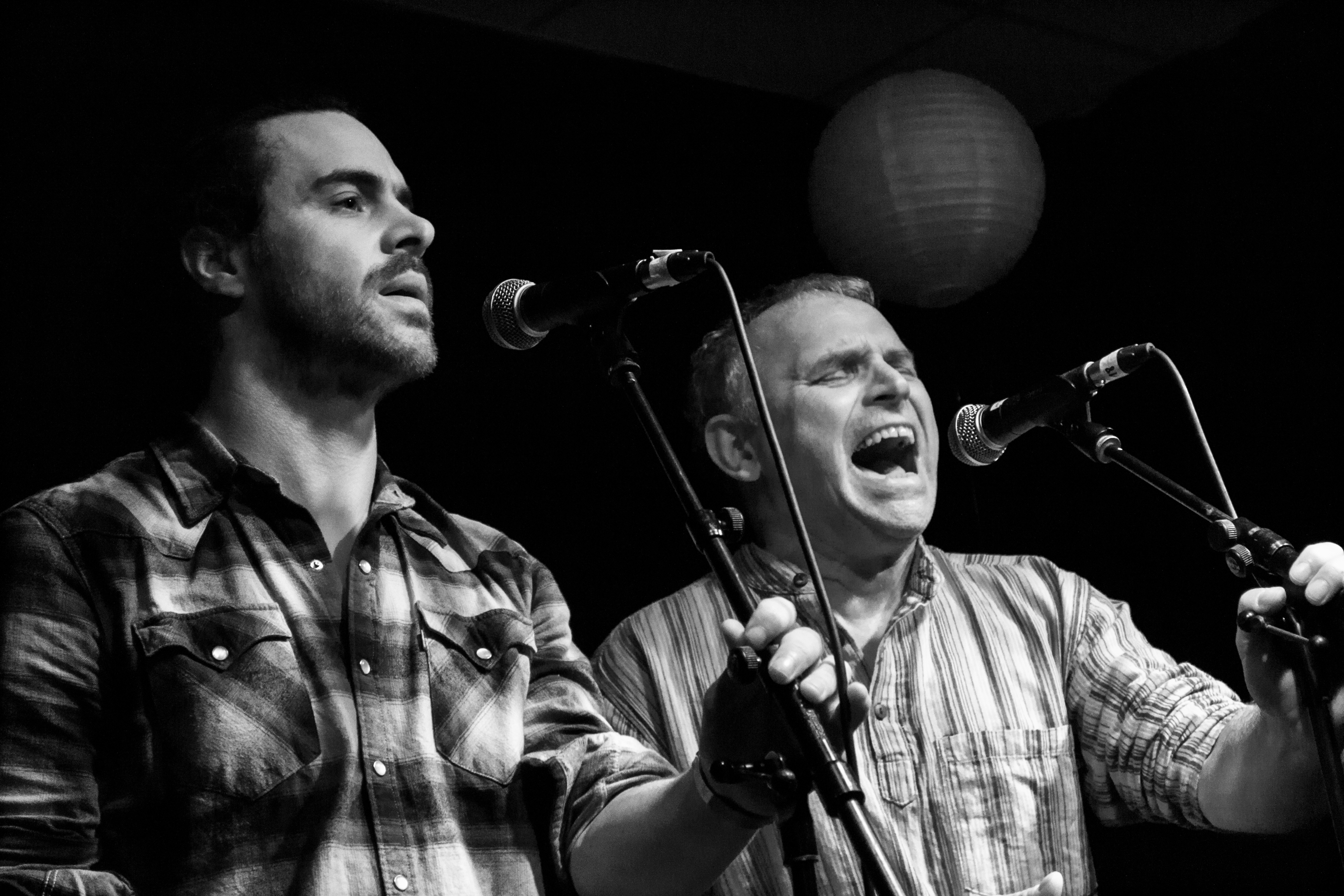
Krismenn et Jean-Pierre Quéré animant un fest-noz à Poullaouen.

Christophe Le Menn nait à Landerneau. Ses parents ne sont pas bretonnants mais c'est la langue maternelle de ses grands-parents. Il fait ses premières gammes de musique bretonne à l’âge de dix ans, jouant de la caisse-claire pendant près de dix ans au sein du bagad Plougastell. En parallèle, il apprend la guitare. Son coup de foudre pour le kan ha diskan (« chant et contre-chant ») se produit à l'écoute des frères Quéré ainsi que de Louise Ebrel. Vers 16 ans, il part à la rencontre des gens qui pratiquent la danse bretonne dans les festoù-noz (fêtes de nuit) et font vivre la culture. Tous les week-ends, ou presque, il prend la direction du Kreiz Breizh, pour chanter, danser et parler un « breton populaire ». Il apprend auprès des anciens et après un bac L, obtient une licence de breton-celtique à Brest. À 18 ans, il s'installe en Centre Bretagne, à Saint-Servais ; cela lui permet d'acquérir le répertoire traditionnel auprès de bretons nés au début du XXe siècle, tout en écoutant les archives de l’association Dastum, qui collecte le patrimoine oral breton (dont Madame Bertrand pour ses mélodies). Formé à Rennes pour être ingénieur du son, il collabore avec Radio Kreiz Breizh.
Adolescent, il écoute beaucoup de hip-hop. Au début des années 2000, il part vivre au Québec et y découvre le bluegrass ainsi qu'un grand nombre de rappeurs québécois qui rappent avec leur accent. Il en revient au bout de deux ans avec son surnom, inspiré de l'expression « Criss, man ! » (« Putain, mec ! »), mais aussi avec la certitude que le hip-hop est compatible avec la langue bretonne autant qu'il l'est avec le français québécois,.
À son retour, il commence à côtoyer son mentor, le chanteur Erik Marchand. En 2002, il obtient le premier prix du concours Kan ar Bobl (chant du peuple, en breton). Entre 2004 et 2007, il évolue au sein de la première formule de la Kreiz Breizh Akademi, l'école des musiques modales d'Erik Marchand. Cette expérience lui permet de suivre l'enseignement de différents artistes de musiques du monde, en Bretagne, en Albanie ainsi qu'en Inde où il s'essaye aux tablas et vocalises auprès des maîtres du genre. L'orchestre enregistre un album, Norkst, et construit un spectacle, joué dans les principaux festivals bretons (Yaouank, Tombées de la nuit, Cornouaille, Bout du Monde), puis sur les scènes nationales, ainsi qu'à l'étranger (Espagne et Portugal). Il participe à d'autres projets de groupe au chant, comme la formation Darhaou, ou en tant que musicien (contrebasse dans un groupe de bluegrass et de musique québécoise).

### Chanteur solo (2010-2015)

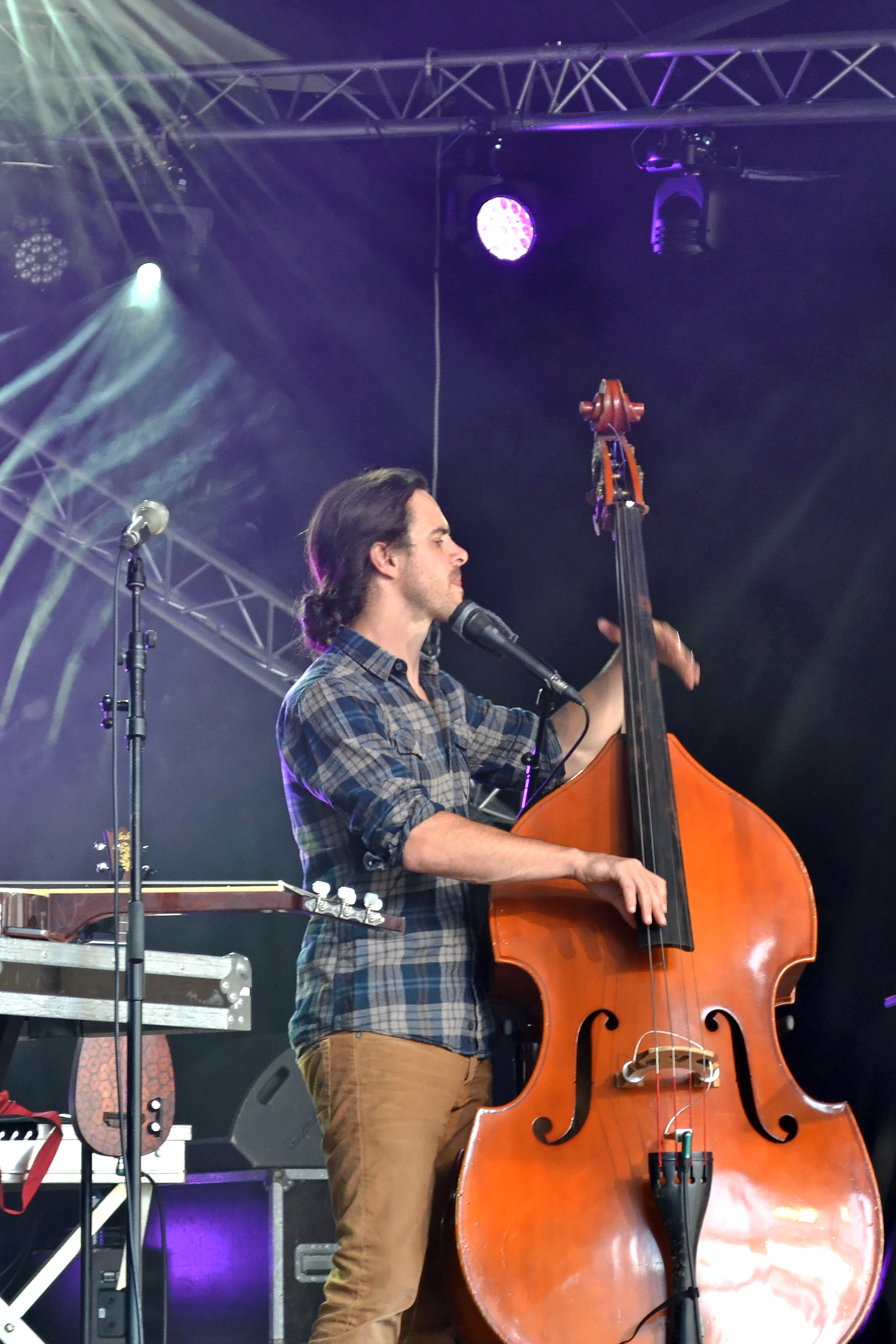
Krismenn à la contrebasse au Cornouaille Kemper 2014.

Sous le nom de Krismenn, il s'oriente vers le hip-hop (électro-acoustique, dubstep, trap) et le rap en breton. Il mêle ainsi l'énergie du chant breton à danser (kan ha diskan a cappella) aux rythmes modernes des musiques actuelles. Krismenn chante également la gwerz, le chant profond de Bretagne, complainte monodique sombre et poétique, qu'il enrichie avec des compositions aux influences blues. Sur scène, il utilise le looper Logelloop pour enregistrer ses instruments en temps réel (contrebasse, guitare dobro slide, ukulélé, voix). Krismenn se passionne également pour le human beatbox. En 2010, il réalise les prémices du « kan ha beatbox » en accompagnant les chanteurs majeurs du kan ha diskan, le trio Kemener/Marchand/Menneteau, lors du fest-noz Yaouank à Rennes.
En solo, il sort un EP et se produit dans les grands festivals bretons (Vieilles Charrues, grande scène du Festival interceltique de Lorient, Cornouaille, Art Rock), ainsi que dans les grandes salles (« Nuit de la Bretagne » à Brest Arena et au Parc Expo de Rennes). En 2013, il représente la Bretagne au Salon international des musiques du monde (WOMEX) au pays de Galles. Il remporte deux prix (ADAMI et Mondomix) au Babel Med Music à Marseille en mars 2014. Il réalise des collaborations, avec des DJ ou VJ pour la vidéo, et continue de se produire avec ses comparses de la scène fest-noz (Jean-Pierre Quéré, Erik Marchand, Louise Ebrel, Yann-Fañch Kemener, Jean-Yves Le Roux, Éric Menneteau).

### Krismenn & AleM «kan ha beatbox» (depuis 2012)

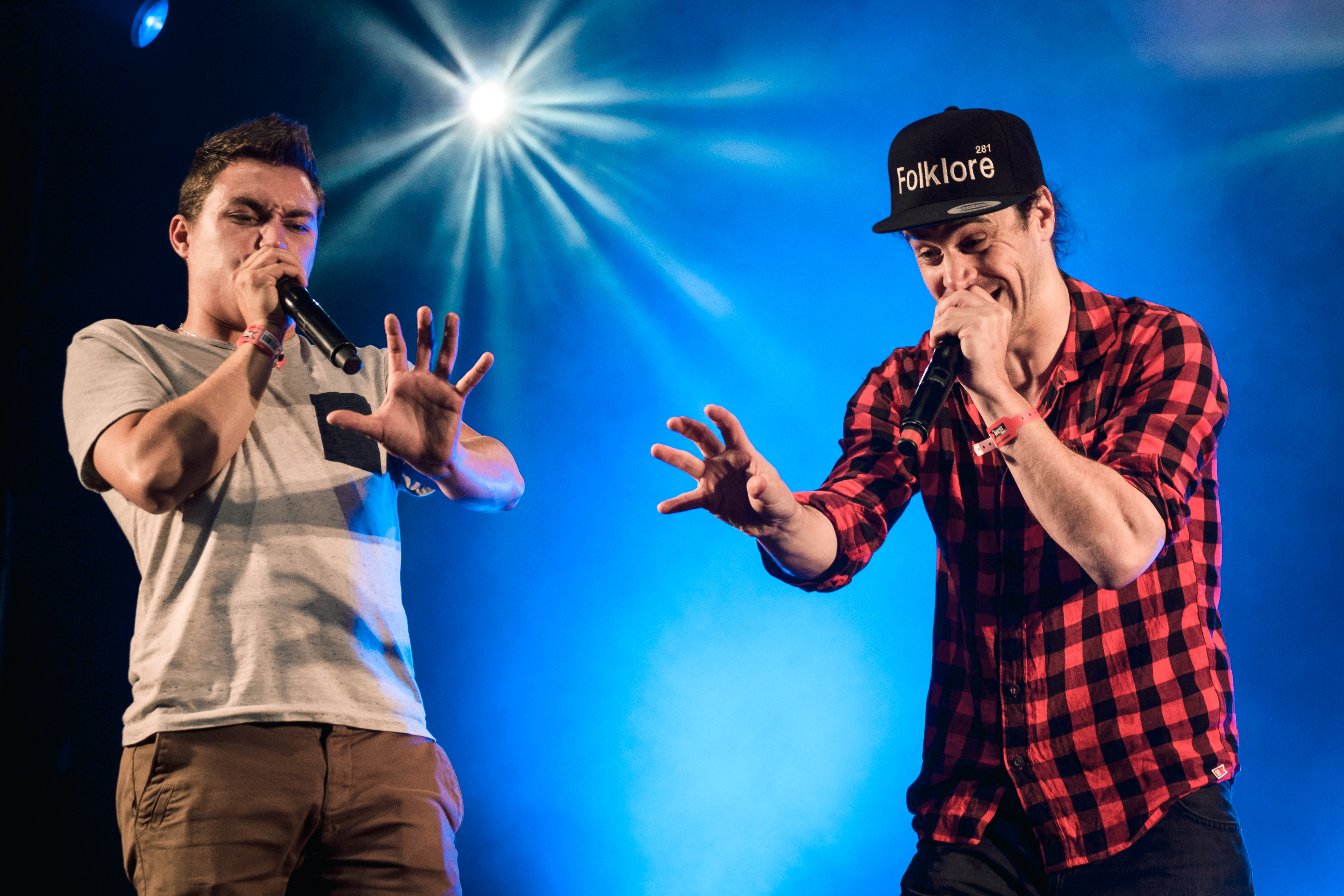
Battle de beatbox entre Krismenn & AleM à Brest 2016.

C'est sur Internet que Krismenn noue ses premiers contacts avec un beatboxer de Lyon, Maël Gayaud, connu sous son pseudonyme d’AleM, qu'il remarque sur Youtube. Les deux camarades se rencontrent pour la première fois en 2012, à l'invitation de Krismenn qui le programme à sa fête du chant, le Fest ar c’han de Poullaouen, berceau du fest-noz. Ils finissent par faire ensemble une gavotte, le beatboxer remplaçant le diskaner. Les jours qui suivent ce premier essai, ils tentent de rapprocher leurs univers respectifs, entièrement vocaux et très rythmés. Alem s'approprie la technique du chant à répondre, en suivant notamment un stage avec Erik Marchand et réussi à intégrer l'accentuation spécifique à la gavotte dans son beatbox. Krismenn apprend à son compère des bribes de vers bretons, pour lui répondre sur scène, à la manière d'un couple de kan ha diskan. En novembre 2012, ils participent au plus grand fest-noz de Bretagne, Yaouank à Rennes. Plébiscité en fest-noz, le duo est adoubé par le monde du beatbox, notamment lorsqu'il se produit à l'occasion du 7e Human Beatbox Festival et lorsqu'il rend visite à la « famille » de beatboxers américains à Brooklyn.
Vice-champion du monde de human beatbox 2012, Alem devient champion du monde à 24 ans en 2015. Entre-temps, ils se produisent sur diverses scènes (Vieilles Charrues, festival Chants de Vielles Montréal, Les Suds Arles, FMM Sines, Festival d'Art Huy, Eurofonik Nantes, Dock des Suds à Marseille) et enregistrent un EP autoproduit grâce au financement participatif. Engagé en 2015 sous le label des Vieilles Charrues, le duo tourne en Bretagne avant de se faire remarquer lors du festival l'été, le samedi soir sur la grande scène après The Prodigy et en ouverture du show de JoeyStarr devant 55 000 festivaliers, puis le lendemain après-midi. En 2016, le duo réalise une tournée dans les grands festivals européens et à l'international : Printemps de Bourges après avoir remporté le tremplin les Inouïs, les Vieilles Charrues à New York (4 000 festivaliers à Central Park), Paléo festival en Suisse, Belgique, Angleterre, Québec (dont les Francofolies de Montréal), Fest' In Breizh au Viêt Nam.
Le duo s'entoure ponctuellement d'autres musiciens. En 2014, Krismenn et Alem mettent en place une création en vue de se produire en clôture du festival Yaouank, au Parc Expo de Rennes. Ils convient deux jeunes artistes indiens vivant en Bretagne, Parveen et Ilyas Khan, qui transformeront pour l'occasion le binôme en quatuor ; la sœur, Parveen, est spécialisée dans le chant classique indien et Ilyas, le frère, pratique le beatbox. Après avoir fait danser 7 000 « fest-nozeurs » à Yaouank, le quatuor se retrouve sur scène l'été suivant devant les 20 000 festivaliers du Bout du monde, festival qui a pour univers les musiques du monde.
En 2014, ils se produisent en commun avec le groupe de fest-noz Fleuves à l'occasion de la fête de la langue bretonne. En 2016, le duo est rejoint par un joueur de didgeridoo au festival interceltique de Lorient qui a pour pays d’honneur l'Australie, et les deux beatboxers invitent l'accordéoniste français Lionel Suarez sur plusieurs dates, notamment dans les fêtes traditionnelles bretonnes (festival Fisel, le Grand Soufflet).

### 'N om gustumiñ deus an deñvalijenn - S'habituer à l'obscurité(depuis 2017)

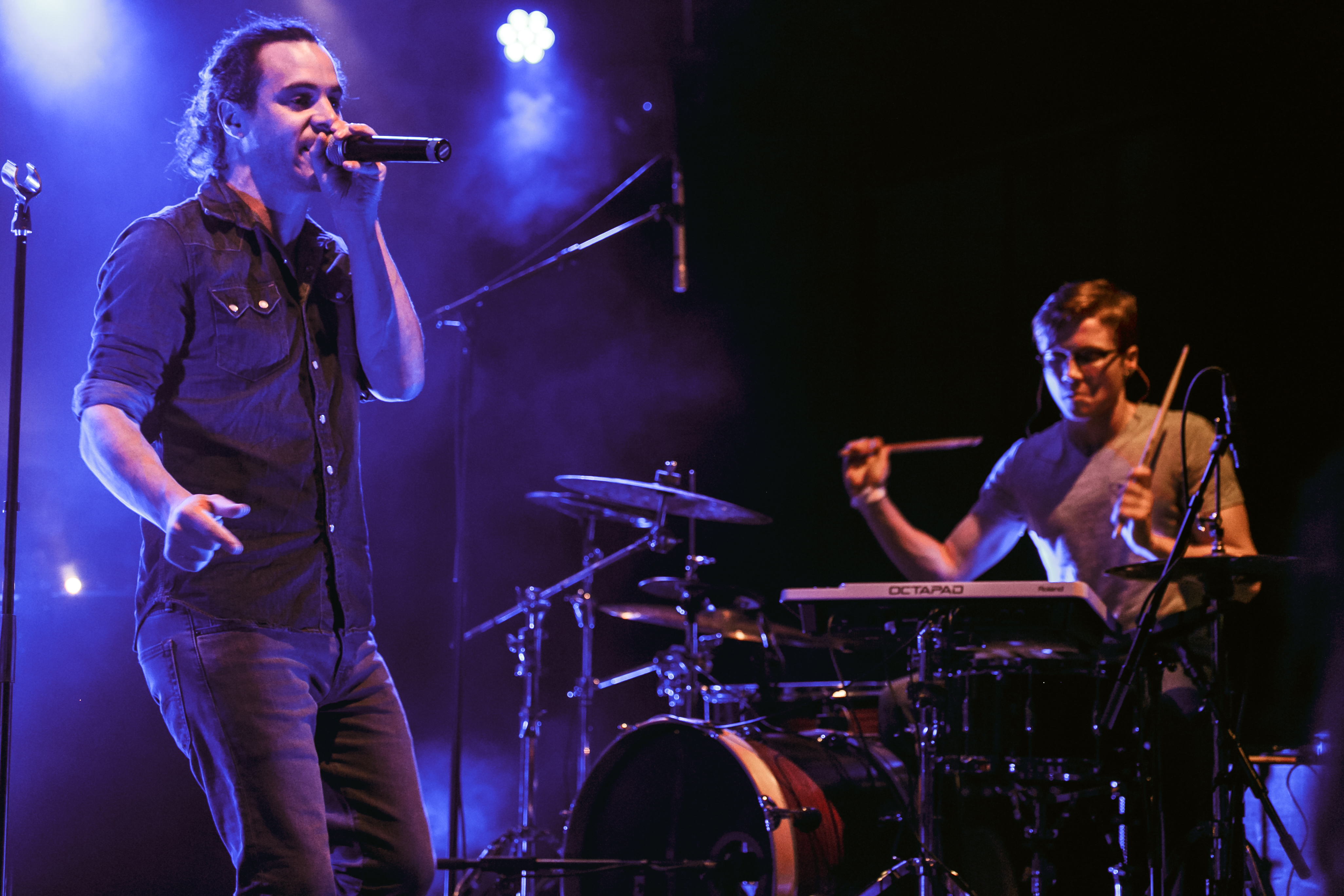
Krismenn en trio au Novomax pour le festival de Cornouaille 2017.

Pendant trois ans, dans son home studio, Krismenn travaille la production musicale de son album en mêlant musique électronique, instruments acoustiques et des sons de son environnement en utilisant la technique de la prise de son en extérieur créant ainsi des atmosphères étranges, intimistes, oniriques. Après avoir fait appel au beatmaker Nicolas Pougnand (X Makeena), au guitariste Étienne Grass (Electric Bazar), au compositeur-bandonéoniste Philippe Ollivier et au violoncelliste Alexis Bocher pour finaliser ses onze chansons, il sort en avril 2017 l'album ’N om gustumiñ deus an deñvalijenn. Le titre, qui signifie « s'habituer à l’obscurité », fait référence à l'univers sombre des photos noir et blanc prises par le chanteur dans sa campagne et au fait de ne pas rester sur une première impression mais de « prendre le temps que les repères se fassent »,.
Avec ce premier album, il obtient la reconnaissance des professionnels et critiques musicaux français : l'album est nommé au Prix des Indés, Libération, et Tsugi soutiennent  le projet,, Le Monde classe l'album dans sa sélection des meilleurs disques de l'année, pour Les Inrockuptibles et Télérama le résultat des mélanges est une réussite,, France Inter invite Krismenn durant trois semaines en tant qu'artiste résident de l'émission musicale « Foule sentimentale », Laurent Garnier inclut un titre de l'album à une playlist pour Radio Meuh... L'album remporte le Grand Prix du Disque du Télégramme par le vote du jury ainsi que le prix de l'album chanté en breton aux Prizioù de France 3 Bretagne.
Pour la scène, Krismenn forme un trio, entouré de deux musiciens : Antoine Lahay (Denez, Karma, Nirmâan) à la guitare et Romain Jovion à la batterie et aux pads.
Les arrangements évoluent entre post-folk et electro-hip hop, parfois proche du trip hop. Krismenn est programmé aux Trans Musicales de Rennes en décembre 2017, un festival des musiques actuelles. Le dernier à y avoir chanté en breton était Denez Prigent en 1998. Il passe également par des scènes de musiques actuelles (Le Novomax à Quimper, La Carène à Brest), le festival Mythos.

### Kreiz Breizh Akademi
En décembre 2021, il devient directeur artistique de la Kreiz Breizh Akademi pour trois ans, succédant à Erik Marchand,.

### Musique de film
En 2024 il signe la musique de la série irlandaise Crá réalisée par Philip Doherty. Diffusée sur TG4 et BBC NI.

## Discographie

### EP
- 2011 : Krismenn (Innacor)
- 2015 : Kan ha Beatbox (Krismenn & Alem)
- 2024 : Crá, original music by Krismenn (Strak)

### Participations
- 2015 : Nuit de la Bretagne - Breizh Night (compilation Keltia Musique)

## Vidéographie

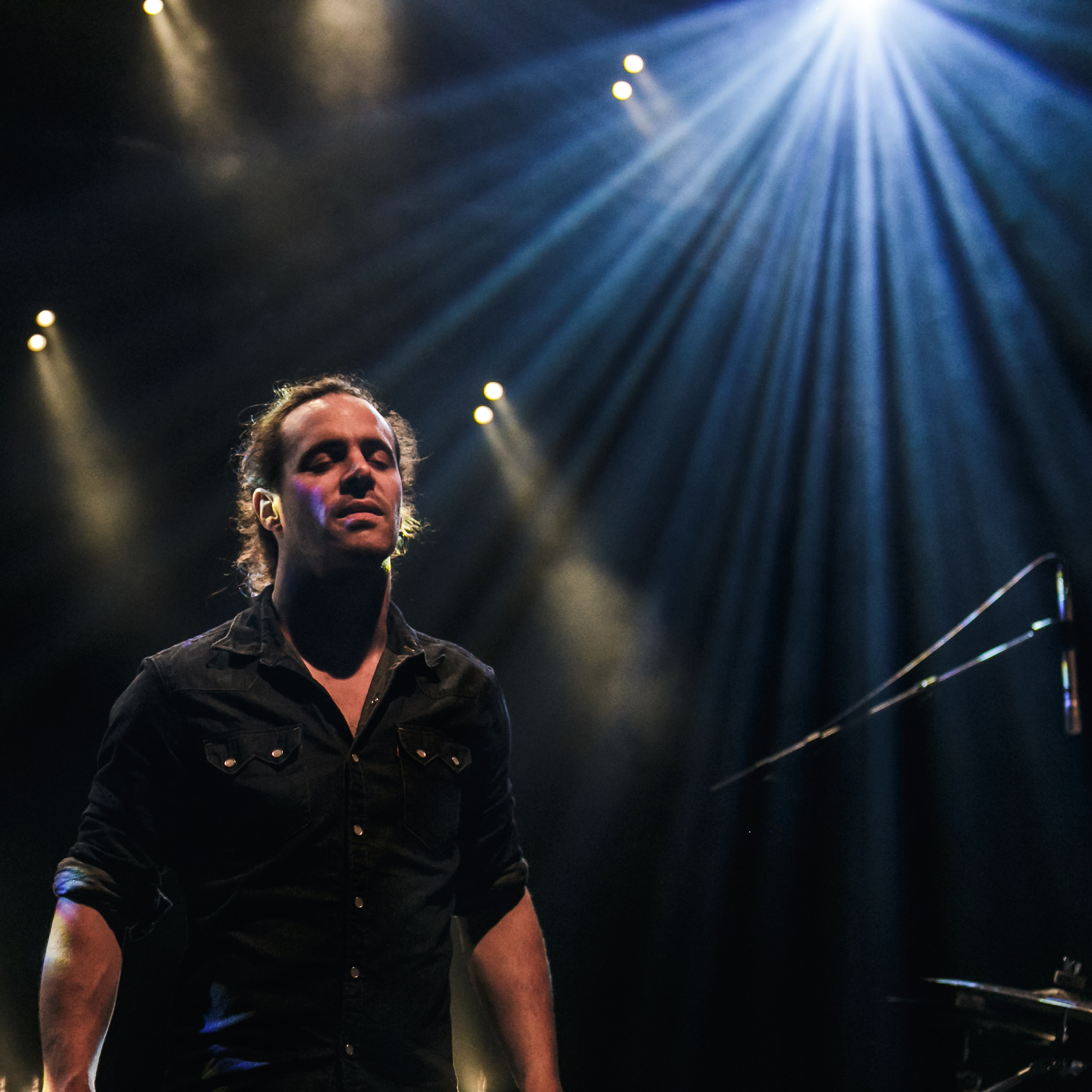
Krismenn sur scène en 2017.

### Clips
| Année | Titre                                 | Réalisation                       | Vidéo |
| ----- | ------------------------------------- | --------------------------------- | ----- |
| 2013  | An dorioù morailhet                   | Simon Guyomard                    | Lien  |
| 2017  | Hunvreoù merglet / Des rêves rouillés | Krismenn, Powskii, Tangui Le Cras | Lien  |

### Captations
- Trans Musicales 2017, France 3 Bretagne, [voir en ligne]
- Krismenn & Alem aux Vieilles Charrues 2015, France 3 Bretagne, [voir en ligne]
- Festival Yaouank 2010, 2012, 2014, France 3 Bretagne

### Documentaires
- Kan ha beat, documentaire de Philippe Guilloux, 2012, Carrément à l'Ouest, diffusé sur Tébéo, TébéSud, TVR [voir en ligne]
- Beatbox Family, reportage d'Hervé Portanguen, 2016, KuB, [voir en ligne]
- Denez, le chant magnétique (apparition), par Laurent Jézéquel et Gilbert Carsouxt, 2018, Mille et Une Films / France Télévisions [voir en ligne]
- Redanserons-nous la gavotte ?, documentaire de Philippe Gillloux, 2021, Carrément à l'Ouest, diffusé sur Tébéo, TébéSud, TVR [voir en ligne]

### Participations
- 2017 : bande originale et voix off de la série télévisée Fin Ar Bed[75]
- 2018 : documentaire Je ne veux pas être paysan de Tangui Le Cras, 52 min. (Liv mut, Mouar)
- Doublages de films et dessins animés en breton
- 2021 : Acteur dans la série en langue bretonne Flapakarr produite par Brezhoweb[76],[N 1].